# هرمان لیندمان
هرمان لیندمان (انگلیسی: Hermann Lindemann; ۲۹ اکتبر ۱۹۱۰ – ۲۳ ژوئیهٔ ۲۰۰۲) بازیکن فوتبال اهل آلمان بود.
از باشگاه‌هایی که در آن بازی کرده‌است می‌توان به باشگاه فوتبال کیکرز اوفنباخ، باشگاه فوتبال اف‌اس‌وی فرانکفورت، باشگاه فوتبال آینتراخت فرانکفورت، و باشگاه فوتبال لوکوموتیو لایپزیگ اشاره کرد.